# Bothrideres montanus
Bothrideres montanus är en skalbaggsart som beskrevs av Horn 1878. Bothrideres montanus ingår i släktet Bothrideres och familjen rovbarkbaggar. Inga underarter finns listade i Catalogue of Life.